# Lawonicha

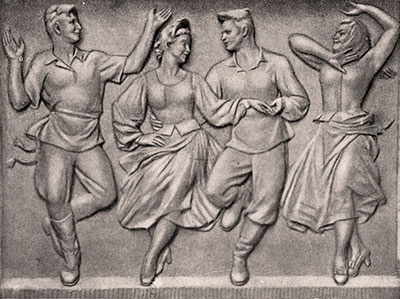
Alaksiej Hlebau Lawonicha, płaskorzeźba w hotelu „Białoruś” (1947)

Lawonicha – białoruski taniec ludowy, wykonywany do melodii pieśni o tej samej nazwie. Dawniej znany jako krucicha (biał. круціха) ze względu na charakterystyczną figurę wirowania par. Utrzymany w metrum 2/4. Lawonicha to taniec parowo-zbiorowy, wesoły, żywiołowy i dynamiczny, z częstą zmianą figur i bogatym układem choreograficznym. Koniec każdej frazy muzycznej akcentowany jest lekkim przytupem. Nazwa pochodzi od imienia Lawon, Lawonicha to żona Lawona .

Scena taneczna na znaczku białoruskim (2001)
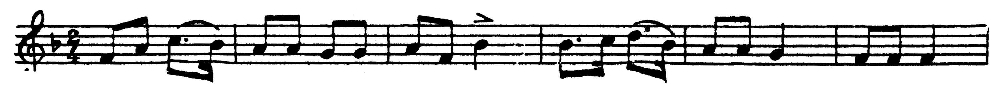
Zapis nutowy melodii odpowiadający dwóm pierwszym wersom piosenki: A Lawonichu Lawon palubiu, Lawonisie czarawiczki kupiu